# Китайско-индийский пограничный конфликт (1967)
Китайско-индийский пограничный конфликт, также известен как Чольский инцидент — вооружённое столкновение между войсками Индии и Китая, произошедшее осенью 1967 года на границе индийского протектората Сикким. Состоял из двух отдельных боёв — в районе Натула и Чола.
После китайско-индийской войны 1962 года отношения между двумя странами оставались напряжёнными. В 1965 году войска Китая предприняли серию вылазок на приграничную территорию Сиккима, занятую индийскими военными. В сентябре 1967 года индийский пограничный пост в Натула был атакован превосходящими китайскими силами. Бои шли в течение пяти дней, все китайские наземные атаки были отражены. Стороны обменивались артиллерийскими ударами, причём отмечается, что индийская артиллерия нанесла противнику большой урон. В ходе конфликта погибли 62 индийских солдата, потери китайской стороны неизвестны.
1—2 октября произошёл пограничный инцидент при Чола. Китайские солдаты окружили индийский пограничный пост и пошли в штыковую атаку, вслед за чем последовали миномётные и пулемётные перестрелки. Как и в предыдущий раз, этот конфликт закончился тактической победой Индии.